# Michael Majerus
Michael Eugene Nicolas Majerus (* 13. Februar 1954 in Middlesex; † 27. Januar 2009 in Coton, Cambridgeshire) war ein britischer Evolutionsbiologe, Genetiker und Entomologe und Hochschullehrer an der Universität Cambridge.
Majerus war in seiner Jugend wie sein Vater Schmetterlingssammler und studierte Botanik und Zoologie am Royal Holloway College der Universität London, an dem er auch promovierte mit einer Dissertation über die Genetik der Farbe von Larven eines Schmetterlings. Danach war er zwei Jahre Demonstrator an der Keele University. Ab 1980 war er in der Abteilung Genetik der Universität Cambridge, an der er 1987 Lecturer, 2001 Reader und 2006 Professor wurde. 1990 wurde er Fellow des Clare College in Cambridge und 1991 Teaching Fellow des Clare College, was er bis zu seinem Tod blieb.
Majerus war in der Öffentlichkeit aktiv in der Bekämpfung des Kreationismus. Er befasste sich vor allem mit Marienkäfern und Nachtfaltern unter unterschiedlichsten Gesichtspunkten (Färbung, sexuelle Selektion und sexuell übertragene Krankheiten, invasive Arten, biologische Schädlingsbekämpfung). Besonders bekannt wurde er in Zusammenhang mit dem Industriemelanismus des Birkenspanners, das seit langem als Paradebeispiel für natürliche Auslese gemäß der Darwinschen Evolutionstheorie galt. Die Experimente von Bernard Kettlewell aus den 1950er Jahren, die als Beweis dieser Interpretation galten, kamen zunehmend in Kritik, auch durch Majerus selbst. Ab 2000 begann Majerus umfangreiche und gründliche, sich über sechs Jahre hinziehende Experimente, in denen er Kettlewell bestätigte. Sie wurden 2012 postum veröffentlicht. Aufmerksamkeit fand er auch in der britischen Öffentlichkeit, als die invasive Art des Asiatischen Marienkäfers ab 2004 in Großbritannien die einheimischen Arten bedrohte.
Er war Präsident der Amateur Entomologists’ Society und Fellow der Royal Entomological Society und der  British Naturalists’ Association, deren Peter Scott Memorial Award er 2006 erhielt.

## Schriften
- Ladybirds. HarperCollins London u. a. 1994, ISBN 0-00-219935-1.
- mit William Amos, Gregory Hurst: Evolution. The Four Billion Year War. Longman, Harlow (Essex) u. a. 1996, ISBN 0-582-21569-2.
- Melanism. Evolution in action. Oxford University Press, Oxford u. a. 1998, ISBN 0-19-854983-0.
- Moths. HarperCollins, London 2002, ISBN 0-00-220141-0.
- Sex Wars. Genes, Bacteria, and Biased Sex Ratios. Princeton University Press, Princeton NJ  u. a. 2003, ISBN 0-691-00981-3.
- mit Remy Ware, Christina Majerus: A Year in the Lives of British Ladybirds. Amateur Entomologists’ Society, Orpington 2008, ISBN 0-900054-73-5.
- A natural history of ladybird beetles. Edited by Helen Roy and Peter Brown. Cambridge University Press, Cambridge 2016, ISBN 978-1-107-11607-8.